# Tulipa sogdiana
Tulipa sogdiana är en liljeväxtart som beskrevs av Aleksandr Andrejevitj Bunge. Tulipa sogdiana ingår i släktet tulpaner, och familjen liljeväxter. Inga underarter finns listade.